# Montserrat Baiget i Bastús
Montserrat Baiget i Bastús   (1950) és una farmacèutica i investigadora catalana.
Va dirigir el Servei de Genètica de l'Hospital de la Santa Creu i Sant Pau de Barcelona. Va fer el discurs d'entrada a l'Acadèmia de Doctors sobre la farmacogenètica. El 2010 va rebre un premi de la Societat Espanyola de Genètica. L'any 2025 va rebre la Creu de Sant Jordi atorgada per la Generalitat de Catalunya com a reconeixement a la seva trajectòria i aportacions en l’estudi de la genètica molecular enfocada al diagnòstic clínic.